# Луи IX Виктор-Мериадек де Роган
Виктор Луи Мериадек, принц де Роган-Гемене, герцог де Монбазон и Буйон, граф де Сен-Поль (нем. Victor Louis Meriadec Prinz de Rohan-Guémenée, duc de Montbazon et de Bouillon, comte de Saint-Pol; 20 июля 1766, Версаль, 10 декабря 1846, Замок Сихров, Богемия) — французский аристократ из рода Роган, имперско-австрийский фельдмаршал-лейтенант, кавалер Ордена Марии Терезии.

## Биография
Родился 20 июля 1766 года в Версале. Второй сын принца Анри-Луи-Мари де Рогана (1745—1808) от его брака с Викторией Армандой Жозефиной де Роган-Субиз (1743—1807). Его старший брат, Шарль Ален-Габриэль де Роган, 9-й герцог де Монбазон (1764—1836), также служил офицером в австрийской армии. В 1830 году Луи Виктор, 11-й принц де Гемене, получил титул князя де Роган-Гумене, а в 1836 году после смерти своего старшего брата, не оставившего наследников мужского пола, унаследовал титулы 10-го герцога Монбазона и Буйона.
После 13-летней службы во французской армии Виктор Луи Мериадек де Роган в начале Французской революции эмигрировал в Англию, а в 1794 году перешел на службу в императорскую армию, в которой его старший брат служил в чине полковника. В январе 1801 года принц получил чин генерал-майора и получил от императора командование 21-м пехотным полком. 
Во время войны третьей коалиции 1805 года Луи Виктор Мериадек де Роган командовал бригадой в армии эрцгерцога Иоганна Австрийского в Тироле и был отрезан силами противника в районе Наудерса. 17 ноября его бригада из Мерано двинулась на Больцано. Вечером 20 ноября он достиг Тренто, а на следующий день двинулся маршем на Борго-Вальсугана, ему удалось прорваться через вражеские силы через Виншгау и Валь-Сугана к Эчу. Он соединил свои силы на обоих берегах Эча у Гриса и заставил отступить преследующий его французский батальон. После этого принц решил прорваться в Венецию. Но по приказу французского генерала Андре Массена дивизия под командованием Гувиона Сен-Сира из Неаполитанского королевства получила приказ развернуть и уничтожить войска Рогана. В то же время генерал Рейнье пытался отрезать войска Рогана своим наступлением на Ноале и 24-го числа атаковал австрийцев у Кастельфранко. Тем временем Сен-Сир выступил на Кастельфранко из Кампо-Сан-Пьетро, в результате чего бригада принца Рогана была расстроена и вынуждена была идти в плен с 3780 людьми и 494 всадниками. Был освобожден после подписания Пресбургского мирного договора. За свои заслуги в Италии принц Роган 28 мая 1806 года получил рыцарский крест ордена Марии Терезии.
В 1808 году принц Роган был назначен полковником 21-го пехотного полка, а 4 мая 1809 года был произведен в фельдмаршалы-лейтенанты. В кампании 1809 года он возглавлял дивизию в составе IV корпуса, которой командовал князь Орсини-Розенберг. Он участвовал в сражениях при Асперне и при Ваграме, где был ранен 6 июля. Осенью 1810 года он покинул армию и удалился на свои поместья в Богемию.
После реставрации Бурбонов в 1814 году Луи Виктор Мериадек де Роган вернулся во Францию. В 1829 году он выкупил недалеко от Парижа Шато де Виньи, проданный в 1822 году наследниками своего деда по материнской линии маршала де Субиза.
В конце августа 1830 года он вместе со своей семьей присутствовал на похоронах своего двоюродного брата, последнего принца де Конде. Позже, вернувшись в Богемию после революции 1830 года, он перепродал в 1844 году замок Виньи и через два года умер в замке Сихров.
После смерти своего старшего брата в 1836 году Луи Виктор Мериадек де Роган стал главой дома де Роган, герцогом Буйонским, принцем де Гемене и герцогом де Монбазоном.

## Семья
23 июля 1800 года принц де Роган женился на своей племяннице, принцессе Берте де Роган-Гумене (4 мая 1782 — 22 февраля 1841), единственной дочери своего старшего брата Шарля Луи Габриэля де Рогана, но их брак оказался бездетным.
После смерти бездетного Луи Виктора Мариадека де Рогана его титулы унаследовал его племянник Камиль Жозеф Филипп Идезбаль, принц Роган-Рошфор (1800—1892), сын его сестры Марии Луизы Терезы де Роган.